# Hiram Page
Hiram Page (c. 1800-12 de agosto de 1852) fue uno de los primeros miembros de la Iglesia de Jesucristo de los Santos de los Últimos Días y uno de los ocho testigos de las planchas de oro donde yacía escrito el Libro de Mormón.
Page nació en Vermont. Al principio de su vida estudió medicina, que practicó durante sus viajes por Nueva York y Canadá. El 10 de noviembre de 1825, Page se casó con Catherine Whitmer, hija de Peter Whitmer, Sr. y Mary Musselman. Los dos tuvieron nueve hijos juntos: John, Elizabeth, Philander, Mary, Peter, Nancy, Hiram, Oliver y Kate.
Page se convirtió en uno de los Ocho Testigos en junio de 1829. Él y Catalina se bautizaron en la Iglesia de Cristo (que más tarde se llamaría Iglesia de Jesucristo de los Santos de los Últimos Días) el 11 de abril de 1830, por Oliver Cowdery. El 9 de junio, fue ordenado maestro en la iglesia, uno de los primeros doce oficiales de la iglesia.
Mientras Page vivía con los Whitmers en Fayette, Nueva York, Smith llegó en agosto de 1830 para descubrir que Page estaba usando una "piedra vidente" para recibir revelaciones para la iglesia. El único detalle disponible sobre la piedra es que era negra. Las revelaciones eran sobre la organización y ubicación de Sion. Cowdery y la familia Whitmer creían que las revelaciones que Page había recibido eran ciertas. En respuesta, José Smith, el primer presidente de la iglesia, recibió una revelación durante la conferencia en septiembre de ese año para que Cowdery fuera a Page y lo convenciera de que sus revelaciones eran del diablo (Doctrina y Convenios, Sección 28:11). En la conferencia hubo una considerable discusión sobre el tema. Page acordó descartar la piedra y las revelaciones que recibió y unirse para seguir a Smith como el único revelador de la iglesia. Los miembros presentes confirmaron esto por unanimidad con una votación. Más tarde, la piedra se pulverizó y las revelaciones supuestamente recibidas a través de ella se quemaron.
En enero de 1831, Page acompañó a Lucy Mack Smith y a una compañía de santos desde Waterloo, Nueva York, hasta Buffalo en el canal Erie, en su camino hacia Fairport y Kirtland, Ohio. En mayo de 1831, Page se mudó con su familia a Thompson, Ohio, bajo la dirección de Lucy Mack Smith. Volvió a mudarse con su familia al condado de Jackson, Misuri, en 1832 y se unió a los Santos de los Últimos Días congregados allí. Con los otros Whitmer, formaron un grupo de diez o doce hogares llamado el "Whitmer Settlement". Hiram poseía 120 acres (490,000 m²) de terreno en el área.
Durante las crecientes hostilidades contra los mormones en el condado de Jackson, Page fue golpeado severamente por un grupo de vigilantes no mormones el 31 de octubre de 1833. El 31 de julio y el 6 de agosto de 1834, testificó sobre los hechos de las palizas. En 1834, Page y su familia fueron expulsados, junto con los otros Santos de los Últimos Días, y vivieron por un tiempo en el vecino condado de Clay, antes de mudarse a Far West.
Cuando los miembros de la familia Whitmer fueron excomulgados de la iglesia, en 1838, Page se retiró de la comunión de la iglesia. Más tarde compró una granja en Excelsior Springs, de vuelta en el condado de Clay.
El 6 de septiembre de 1847, William E. McLellin bautizó a Page, David Whitmer, John Whitmer y Jacob Whitmer en su recién formada Iglesia de Cristo (Whitmerita). McLellin ordenó a Page, sumo sacerdote en la iglesia. Page participó en las posteriores ordenaciones de los demás.
Page murió en su granja en Excelsior Springs, Misuri, aún afirmando su testimonio del Libro de Mormón. Su muerte se produjo cuando su carro se volcó, aplastándolo.
Durante casi 150 años, el lugar del descanso final de Page fue desconocido. Sin embargo, en el 2000, fue localizado cerca de Excelsior Springs, en una propiedad comprada por Charles y Molly Fulkerson en 1917. La ubicación de la sepultura de Page fue la última en ser identificada de los 11 testigos del Libro de Mormón. Un marcador conmemorativo se colocó en la tumba de Page el 27 de abril de 2002.